# Загає (Свебодзінський повіт)
Загає (пол. Zagaje) — село в Польщі, у гміні Любжа Свебодзінського повіту Любуського воєводства.
Населення — 82 особи (2011).
У 1975-1998 роках село належало до Зеленогурського воєводства.

## Демографія
Демографічна структура станом на 31 березня 2011 року:
|          | Загалом | Допрацездатний вік | Працездатний вік | Постпрацездатний вік |
| -------- | ------- | ------------------ | ---------------- | -------------------- |
| Чоловіки | 50      | 7                  | 40               | 3                    |
| Жінки    | 32      | 6                  | 21               | 5                    |
| Разом    | 82      | 13                 | 61               | 8                    |